# Paul Lelong (médecin)
Pour les articles homonymes, voir Lelong.
Paul Lelong, né le 14 avril 1851 à Brou et mort le 1er août 1920 dans le 15e arrondissement de Paris, est un docteur en médecine français.

## Biographie
Paul Eugène Joseph Lelong naît le 14 avril 1851 à Brou dans le département d'Eure-et-Loir, fils de Joseph Lelong, secrétaire de mairie à Brou, et de Hélène Eugénie Rosalie Autié. Il se marie, en premières noces, à Senlis, avec Antoinette Eugénie Marie Lefèvre, puis en secondes noces, à Neuilly-sur-Seine, avec Louise Madeleine Léonie Joanneton.
Après des études à l'université de Kiev en Russie et aux facultés de médecine de Strasbourg, Montpellier et Paris, il est docteur en médecine en 1874 et docteur en médecine de la Faculté de Paris.
Il a le brevet de l'école spéciale des langues orientales vivantes. Il est chargé de cours à l'association des dames françaises (Croix Rouge) et conférencier de littérature et langues russes au cercle militaire de Paris de 1890 à 1900, et à l'École spéciale militaire de Saint-Cyr de 1898 à1900.
Il est élu membre titulaire de la Société académique de Paris-Plage le 13 octobre 1908 et habite rue de Paris à Paris-Plage, en 1910 et 11, rue Lamartine à Nice, en 1910.
Il meurt le 1er août 1920 dans le 15e arrondissement de Paris à l'âge de 69 ans.

## Distinctions
Paul Lelong est fait officier d'académie par décret du 24 décembre 1885 et nommé chevalier dans l'ordre national de la Légion d'honneur le 30 décembre 1895,,.

## Publications
Paul Lelong publie :
- De quelques accidents consécutifs aux fractures du rocher, Paris, A. Parent, 1874, 31 p. (lire en ligne) ;
- Note sur le rôle certains des poussières dans l'étiologie de la fièvre typhoïde ;
- Essai de toponymie Slave, dans la revue de géographie, de Drapeyron[2].
- Paris-Plage au point de vue médical dans les mémoires de la Société académique du Touquet-Paris-Plage de 1911.

## Pour approfondir